# بلينك
بلينك (بالإنجليزية: Blink)‏ هو محرك متصفح وب طُور ضمن مشروع كروميم بواسطة جوجل وأوبرا سوفتوير أيه إس إيه و إنتل وسامسونج وآخرين. أُعلن عنه لأول مرة في أبريل 2013. أتى بلينك تحويرًا لمكون ويب كور الكائن في ويب كت وهو يستخدم في كروم ابتداءً من الإصدارة 28، وأوبرا (+15)، وأمازون سيلك ومتصفحات أخرى مبنية على كروميم بالإضافة إلى ويب فيو المضمن في أندرويد (+4.4) ووب إنجن في كيو تي.
بينما جرى تطوير وب كور المستخدم في كروم، كان هناك كمية كبيرة من الكود الأصلي في وب كور مخصصة لتوفير مزايا لم يستخدمها متصفح كروم (مثل صندوق الرمل ونموذج العمل متعدد العمليات في وب كت 2، الذي يختلف عن تطبيق كروم لهذه الميزة). مكنت عملية الاشتقاق مطورو كروم من تبسيط قاعدة الشفرة وإزالة شفرات لا حاجة لها. الشفرة المصدرية الجديدة لم تتضمن بادئات الجهة المطورة؛ فالوظائف التجريبية سيجري تفعيلها على أساس اختياري.
تأثرت تسمية بلينك بوسم لغة ترقيم النص الفائق غير القياسي blink، والذي قُدم لأول مرة في متصفح نتسكيب نافيجاتور، ودعمته المتصفحات المبنية على جيكو وبرستو حتى أغسطس 2013. وبلينك هو علامة تجارية لشركة نوانتي Nuanti، وهي شركة متصفح مفتوح المصدر، العلامة التجارية مسجلة في مكتب المملكة المتحدة للملكية الفكرية. نوانتي هي واحدة من المساهمين الأصليين والحافظين لنظام الرسوميات التحتي في المتصفح قبل جوجل.

## وصلات خارجية
- الموقع الرسمي